# Przedtakt
Przedtakt, inaczej anakrusis – niepełny takt lub pojedyncza nuta (zwana wówczas odbitką) otwierająca utwór muzyczny.
Przedtakt ma na celu podkreślenie tego, że utwór rozpoczyna się od słabej, nieakcentowanej części przebiegu rytmicznego i najczęściej powoduje skrócenie ostatniego taktu o odpowiadającą mu wartość, tak żeby zachowana była suma pełnych taktów w całym utworze.
Przedtakt jest cechą charakterystyczną w niektórych formach tanecznych, np. w menuecie lub gawocie.